# Вест-Барабу (Вісконсин)
Вест-Барабу (англ. West Baraboo) — селище (англ. village) в США, в окрузі Сок штату Вісконсин. Населення — 1627 осіб (2020).

## Географія
Вест-Барабу розташований за координатами 43°28′41″ пн. ш. 89°45′56″ зх. д. / 43.47806° пн. ш. 89.76556° зх. д. (43.477976, -89.765553).  За даними Бюро перепису населення США в 2010 році селище мало площу 3,24 км², з яких 3,22 км² — суходіл та 0,02 км² — водойми.

## Демографія
Згідно з переписом 2010 року, у селищі мешкало 1414 осіб у 595 домогосподарствах у складі 365 родин. Густота населення становила 437 осіб/км².  Було 638 помешкань (197/км²).
Расовий склад населення:
| - 92,8 % — білих - 1,9 % — корінних американців - 1,6 % — азіатів - 1,1 % — чорних або афроамериканців - 1,3 % — осіб інших рас |

До двох чи більше рас належало 1,4 %. Частка іспаномовних становила 5,0 % від усіх жителів.
За віковим діапазоном населення розподілялося таким чином: 22,5 % — особи молодші 18 років, 67,4 % — особи у віці 18—64 років, 10,1 % — особи у віці 65 років та старші. Медіана віку мешканця становила 33,1 року. На 100 осіб жіночої статі у селищі припадало 99,4 чоловіків;  на 100 жінок у віці від 18 років та старших — 100,4 чоловіків також старших 18 років.
Середній дохід на одне домашнє господарство  становив 53 644 долари США (медіана — 43 295), а середній дохід на одну сім'ю — 58 061 долар (медіана — 50 104). Медіана доходів становила 40 926 доларів для чоловіків та 27 024 долари для жінок. За межею бідності перебувало 13,5 % осіб, у тому числі 23,8 % дітей у віці до 18 років та 3,7 % осіб у віці 65 років та старших.
Цивільне працевлаштоване населення становило 875 осіб. Основні галузі зайнятості: мистецтво, розваги та відпочинок — 27,0 %, освіта, охорона здоров'я та соціальна допомога — 18,1 %, виробництво — 13,3 %, роздрібна торгівля — 12,8 %.